# Лапшова, Нина Павловна
Нина Павловна Лапшова (род. 1 января 1946) — депутат Совета Союза Верховного Совета СССР 11 созыва (1984—1989) от Алтайского края.

## Биография
Депутат Верховного Совета СССР с 1984 по 1989 гг., на момент избрания — электросварщик Алтайского вагоностроительного завода г. Новоалтайска Алтайского края. Будучи депутатом, принимала активное участие в решении вопросов строительства городского автовокзала, профессионального училища, котельной в Новогорском районе Горноалтайска, Первомайского узла связи, поставке оборудования для горбольницы, управления коммунального хозяйства, кондитерского цеха хлебокомбината. Работала электросварщиком на АВЗ. Принимала активное участие в городском женском движении.
С 1992 г. — Почетный гражданин города Новоалтайска.

## Награды
- Орден Трудового Красного Знамени
- Медаль «Ветеран труда»